# Bugatti Centodieci
Bugatti Centodieci – hipersamochód wyprodukowany pod francuską marką Bugatti w 2022 roku.

## Historia i opis modelu

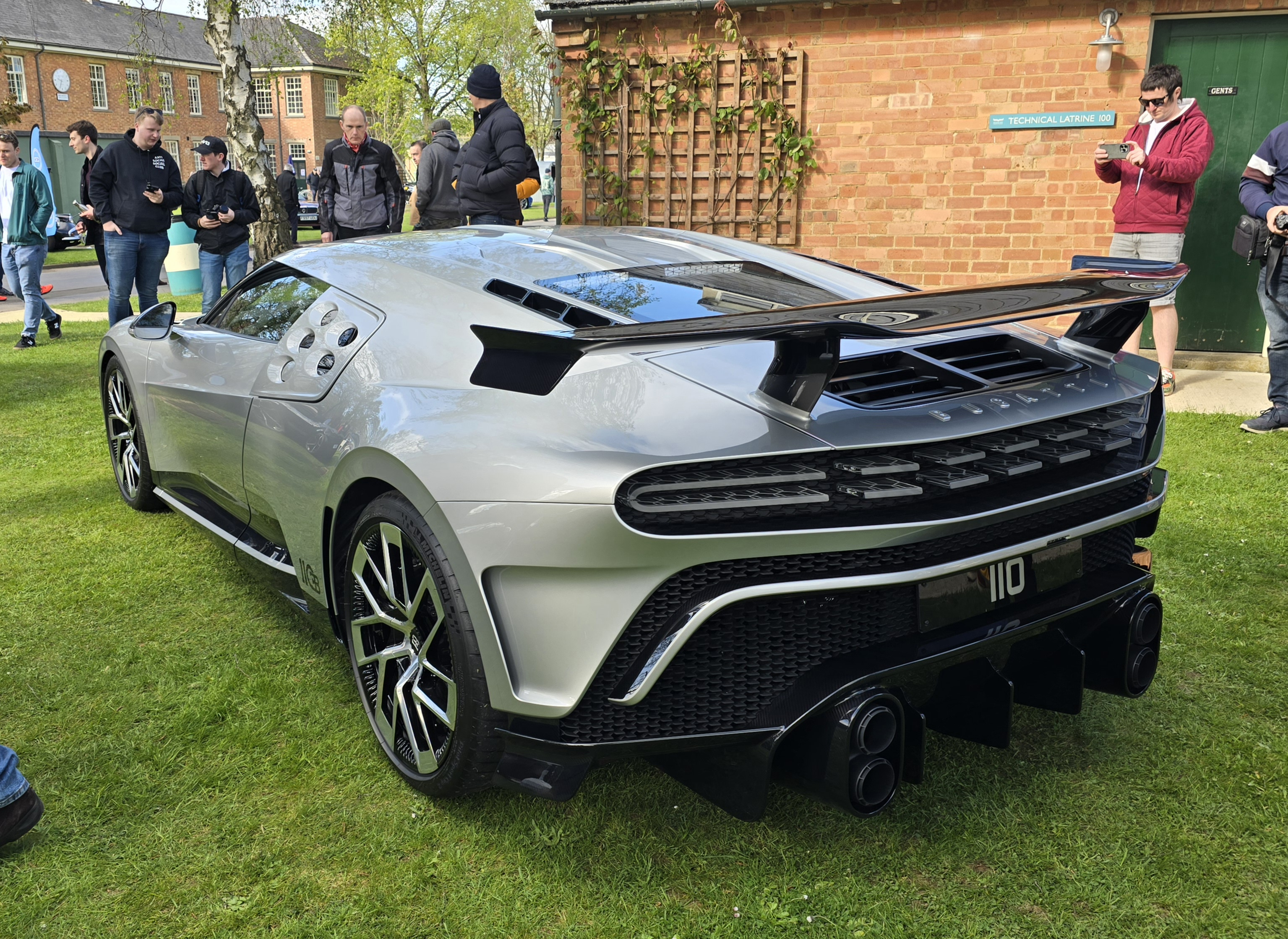
Bugatti Centodieci - tył

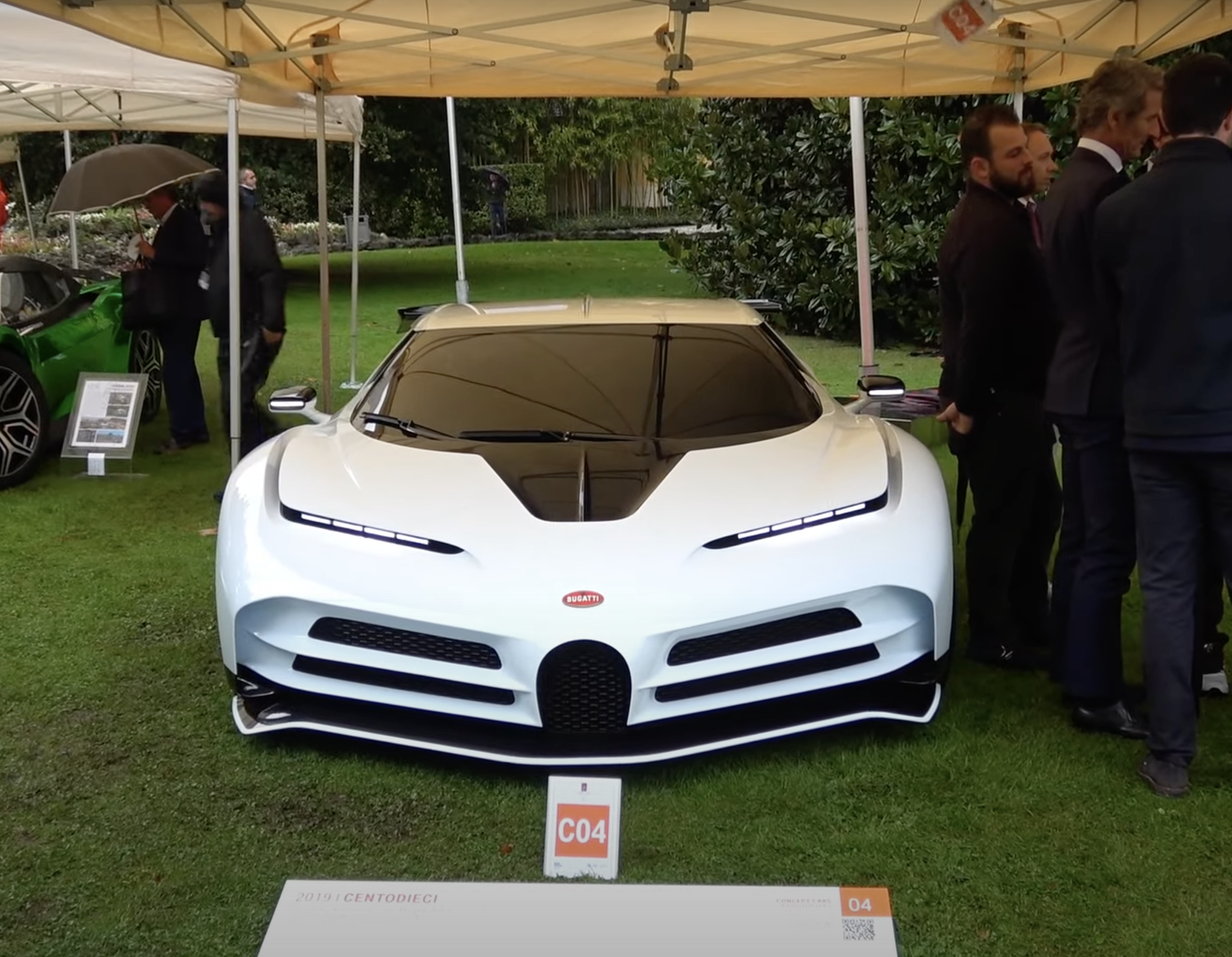
Bugatti Centodieci - pas przedni

Podczas corocznego wydarzenia Pebble Beach Concours d’Elegance w amerykańskiej Kalifornii Bugatti przedstawiło kolejny po La Voiture Noire specjalny model na uczczenie 110. jubileuszu powstania oryginalne, przedwojennego Bugatti. Za bazę techniczną i źródło podzespołów posłużył główny model francuskiej firmy, Bugatti Chiron. Nazwa Bugatti Centodieci nawiązuje do języka włoskiego i zawiera w sobie słowny zapis rocznicy powstania firmy Ettore Bugatti, „sto dziesięć”.
Zespół stylistów Bugatti nadał Centodieci całkowicie unikalny i odrębny projekt stylistyczny, bogato zdobiony w ostre linie i charakterystyczne detale. Wśród tych ostatnich znalazły się wysoko osadzone, wąskie reflektory, a także okrągłe, głęboko wcięte wloty powietrza za drzwiami, który zapewnia optymalne chłodzenie umieszczonego z tyłu silnika. Za główną inspirację dla wyglądu limitowanego hipersamochodu był dawny model budowany w latach 90. przez włoską inkarnację, Bugatti EB110.
Do napędu Bugatti Centodieci wykorzystana została jednostka napędowa z modelu Chiron charakteryzująca się 8 litrami pojemności oraz układem cylintrów w typie W16. Jednocześnie, zwiększona została bazowa moc o 100 KM, wynosząc ostatecznie 1600 KM, przez co hipersamochód do 100 km/h rozpędza się w 2,4 sekundy i osiąga maksymalnie 340 km/h. Konstruktorzy firmy uzyskali relatywnie niską masę całkowitą dzięki zastosowaniu lekkich komponentów, wytworzonych głównie z włókna węglowego, przez co Centodieci waży o 20 kg mniej od Chirona.

### Sprzedaż
Bugatti Centodieci zbudowane zostało z myślą o ściśle limitowanym wolumenie produkcyjnym, ograniczając serię do 10 egzemplarzy. Cena każdego z nich wyniosła 8 milionów euro, nabywców znajdując dla wszystkich samochodów na długo przed premierą w Kalifornii. Wśród nabywców ściśle limitowanego hipersamochodu znalazł się piłkarz Cristiano Ronaldo.
Po premierze z drugiej połowy 2019 roku Bugatti poświęciło jeszcze 2,5 roku na dalsze prace rozwojowe, testując samochód m.in. w komorze symylującej skrajne warunki atmosferyczne. Każdy egzemplarz przed oddaniem w ręce nabywcy przechodził intensywne testy na odcinku minimum 350 km, podczas którego między innymi musiał być rozpędzony do jego maksymalnej prędkości. Dopiero po zakończeniu testów przedprodukcyjnych w lutym 2022 francuska firma rozpoczęła przygotowania do dostarczenia pierwszego egzemplarza do bliżej nieokreślonego nabywcy, planując zbudowanie wszystkich z planowanych 10 egzemplarzy do końca 2022 roku. Pierwszy samochód uroczyście został dostarczony w połowie czerwca 2022, wyróżniając się charakterystyczną, intensywnie niebieską barwą lakieru nawiązującą do klasycznego modelu Bugatti EB110 z lat 90. XX wieku.

### Silnik
- W16 8.0l 1578 KM